# Jan Matthias Kok
Jan Matthias Kok, o Cok (Amsterdam, 13 novembre 1720  (battezzato) – Amsterdam, 18 giugno 1771), è stato un illustratore, incisore, mercante d'arte e copista olandese.

## Biografia
Fu allievo di Nicolaes Verkolje..
Operò ad Amsterdam tra il 1740 e il 1771 rappresentando principalmente scene di genere e paesaggi. Nel 1749 lavorò alla realizzazione di 5 nuovi acquerelli per il nono libro dell'Atlante Moninckx in collaborazione con Dorothea Storm-Kreps (1734-1772).
A partire dal 1765 si occupò anche di mediazioni in campo artistico.
Furono suoi allievi Jacques Kuyper e Jan Barend Wubbels.